# أثر حفري

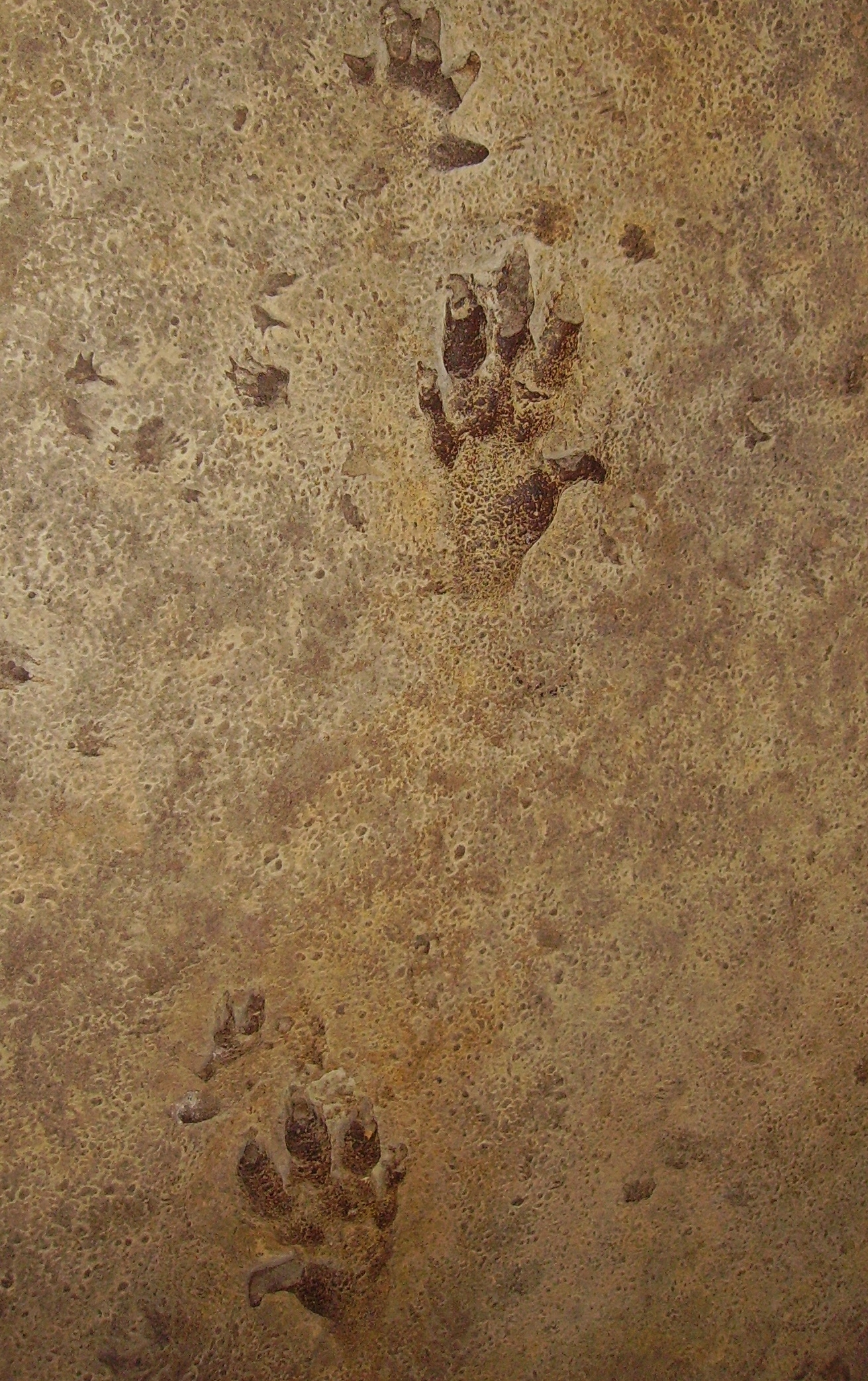
Chirotherium footprints in a عصر ثلاثي sandstone.

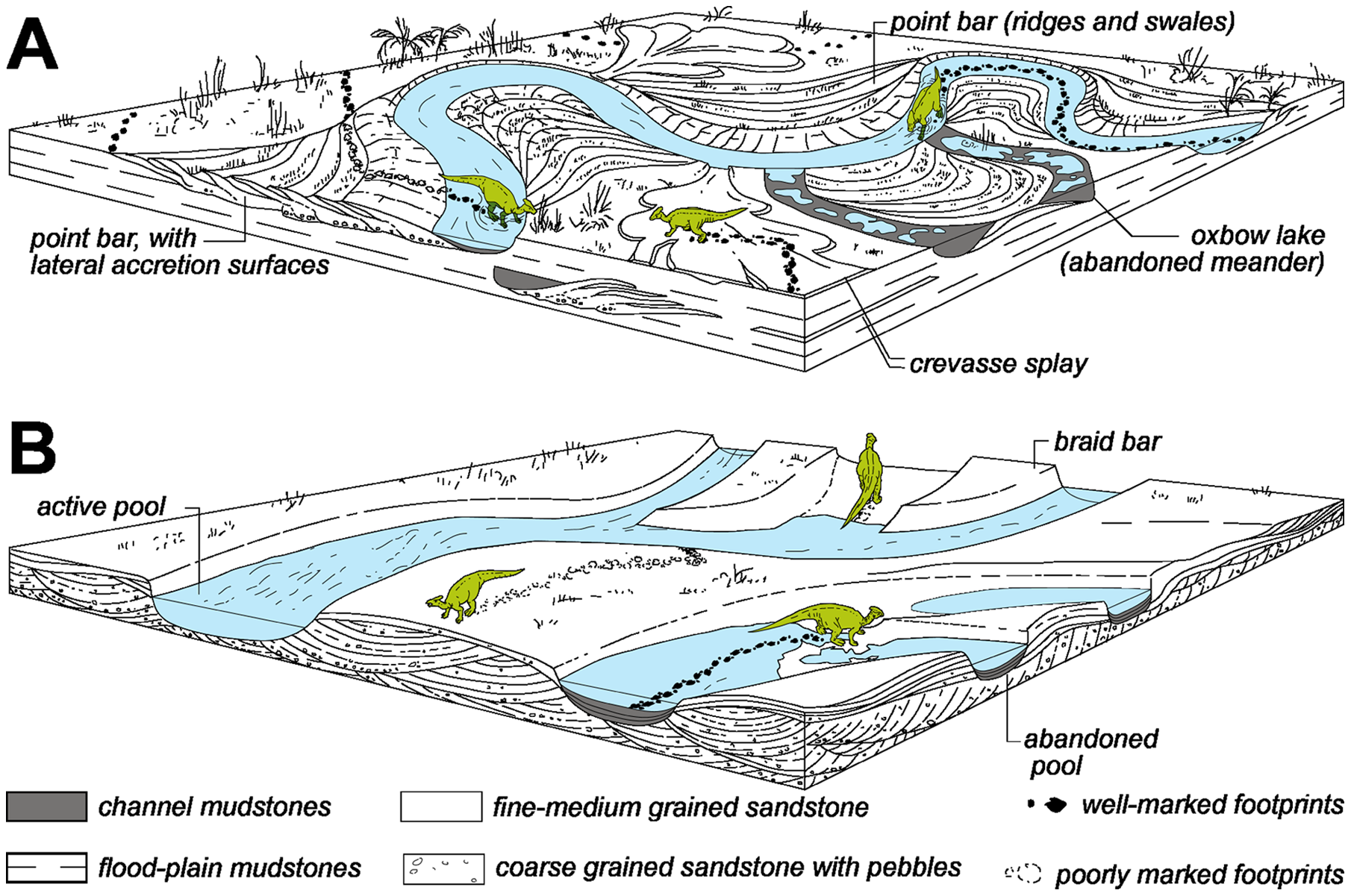
رسم توضيحي يبين كيفية تكوّن أثار أقدام ديناصورات على الأرض.

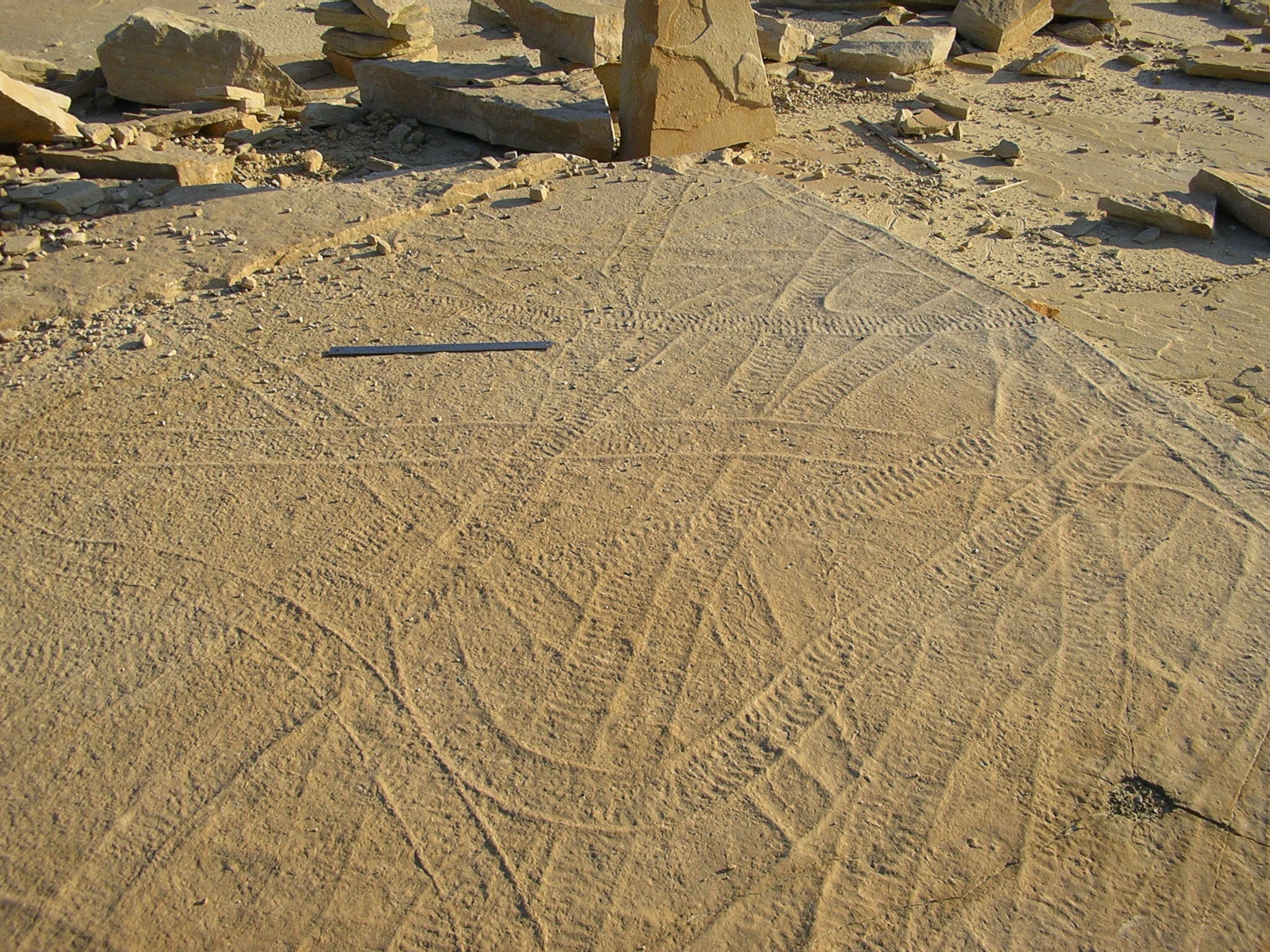
أثار حركة حيوان ربما كان يشبه البزاق من عصر الكمبري. (المسطرة في الصورة طولها 45 سنتيمتر.)

الأثر الحفري أو الآثار الأحفورية، كما يسمى (sg. /ˈɪknoʊfɒs[invalid input: 'ɨ']l/; (باليونانية: ιχνος) "تتبع وتعقب")، هي دراسة جيولوجية لسجلات نشاط الأحياء القديمة، مثل أثار أقدام أحياء وأثار أرجل لحيوانات قديمة في الصخور، وجحور كانت الحيوانات القديمة تعيش فيها وغيرها، من الآثار التي يعثر عليها الجيولوجيون في طبقات أرضية رسوبية قديمة. الآثار الأحفورية قد تكوّن انطباعات من الكائن كانت على أرض رخوة قديمة ثم تحجرت على مر العصور: على سبيل المثال تحفر، الجسات (حت حيوي)، urolite (التعرية الناجمة عن إخلاء النفايات)، آثار أقدام وعلامات التغذية، وتجاويف جذور الاشجار. ويشمل هذا المصطلح في أوسع معانيه أيضا بقايا المواد العضوية الأخرى التي ينتجها الكائن الحي - على سبيل المثال البراز الأحفورى (فضلات متحجرة) أو علامات كيميائية - أو هياكل رسوبية التي تنتجها الوسائل البيولوجية - على سبيل المثال، ستروماتوليت. تتبع الحفريات أو الطبعات الأحفورية تختلف عن الجسم الأحفوري نفسه والذي هو بقايا عظمية متحجرة لأجزاء من جثث الكائنات أو من جذوع أشجار متحجر.
وتسمى دراسة الآثار الأحفورية بالإنجليزية Ichnology : وهي فرع من فروع الجيولوجيا والبيولوجيا التي تتعامل مع آثار الكائن الحي، مثل آثار أقدامه وجحوره واستنباط الكثير عن سلوكه في حياته، مثل طريقته في الانتقال، ووضع جسمه على الأرض، بل واستنباط وزنه طبقا لعمق ومساحة أثار أقدامه. ويعتبر هذا الفرع من العلوم الجيولوجية على أنه فرع من علم المتحجرات؛ والتي تنقسم إلى paleotechnology، أو دراسة الحفريات الحديثة، ودراسة آثار الحديثة.

## صراع بين ديناصورين
ويهتم علماء الجيولوجيا التاريخية بتفسير الأثار المحجرة لأقدام ديناصورات والحيوانات القديمة فمنها يستطيعون استنباط طريقة معيشتهم إلى جانب استنباط صفاتهم الجسمية مثل جسم ووزنه. وإذا عثر على مجموعة آثار لأرجل فهم يحاولون استبيان العلاقات بين تلك الحيوانات القديمة، وهل كانوا يعيشون في سلام بينهم ام كانت صراعات.
وقد اكتشف العلماء في إحدى جداول المياه القديمة أثارا لأقدام ديناصور كبير آكل للنبات ويجري بجواره ديناصور مفترس من آكلي اللحوم. ومن خلال تلك الآثار في الأرض المتحجرة استطاع العلماء تفسيرها بأن الديناصور المفترس قضى على الديناصور آكل النبات رغم تفوقه في الحجم. عند نقطة معينة في المسارين يختفي فجأة مسار الديناصور المهاجم الوحشي مما يشير إلى أن الديناصور الوحشي قفز على الديناصور آكل النبات وصار يعضه بأسنانه الحادة ربما في رقبته حتى أعياه الجري وفقدان الدم. واستنتجوا أن الديناصور المفترس قد افترس الديناصور آكل الأعشاب بعد ذلك وتغذى على لحمه (أنظر أكروكونثوصور).

## أحداث
يتم التعرف على الآثار بشكلها المتحجر بشكل أفضل من الرواسب الحديثة. يجعل ذلك من الصعب تفسير بعض الحفريات من خلال مقارنتها بالآثار الحديثة على الرغم من أنها قد تكون موجودة أو شائعة.
تعتبر المستحاثات الأثرية المحفوظة في الأحجار الرملية الأفضل. يساهم حجم حبات الرمل وشكل الترسب في حمايتها بشكل أفضل. يمكن العثور عليها أيضًا في الحجر الجيري.

## التصنيف
عادة ما يكون من الصعب أو المستحيل تحديد الكائن الذي ترك الأثار الأحفورية بشكل مؤكد. ويتم في حالات نادرة جدًا التعرف على هذا الكائن من خلال المسارات الخاصة به. وبالإضافة إلى ذلك قد تنتج الكائنات المختلفة مسارات متماثلة تمامًا لذلك فإن التصنيف التقليدي غير قابل للتطبيق، وتم إنشاء شكل شامل للتصنيف. يتم التعرف على خمسة أنماط سلوكية في أعمّ مستوى من التصنيف:
- دوميشنيا: هياكل سَكَنية تعكس مكان حياة الكائن الحي الذي أنشأه.
- فودينيشنيا: هياكل ثلاثية الأبعاد خلفتها الحيوانات التي تأكل طريقها عبر الرواسب مثل آكلات الفضلات.
- باسيشنيا: آثار التغذية التي خلفها الرعاة على سطح الرواسب.
- كوبيشنيا: آثار الراحة، تكون على شكل انطباع تركه كائن حي على الرواسب الرخوة.
- رايشنيا: آثار الزحف على سطح.

تصنف المستحاثات أيضًا في شكل أجناس، حيث يتم تقسيم بعضها إلى مستوى (الأنواع). يعتمد التصنيف على الشكل والهيئة والنمط السلوكي.
أُنشأت (أنواع علم الآثار الحيوية) من أجل الفصل بين سجل المستحاثات الجسدية والآثار الأحفورية. ينظر إلى تصنيفات علم الآثار الحيوية بشكل مختلف في المصطلحات الحيوانية عن الأصناف القائمة على المستحاثات الجسدية. بعض الأمثلة:
- مستحاثات الآثار من أواخر العصر الكامبري.
- آثار أقدام الديناصورات من حقبة الحياة الوسطى.
- هياكل النمل الأبيض من العصر الثلاثي إلى العصر الهولوسيني، والتي يمكن أن تحوي عدة كيلومترات مربعة من الرواسب.

## المعلومات التي قدمتها مستحاثات الآثار
تعد الآثار مؤشرات حيوية وبيئية قديمة هامة لأنها محفوظة في الموقع الأصلي، أو في مكان حياة الكائن الحي الذي صنعها. ونظرًا لإمكانية إنشاء مستحاثات متطابقة بواسطة مجموعة مختلفة من الكائنات الحية، يمكن للآثار الحفرية إبلاغنا بأمرين فقط: مدى تماسك الرواسب في وقت ترسبها، ومستوى الطاقة في البيئة الرسوبية. بذلت محاولات لاستنتاج بعض المواصفات مثل كون الرواسب بحرية أو غير بحرية ولكن كانت هذه المحاولات غير موثوقة.

### علم البيئة القديمة
تزودنا مستحاثات الآثار بأدلة غير مباشرة على الحياة في الماضي مثل آثار الأقدام والمسارات والجحور والبراز التي خلفتها الحيوانات وليس البقايا المحفوظة لجسد الحيوان نفسه. تزودنا مستحاثات الآثار بسجل لنشاط كائن حي خلال حياته على عكس معظم الحفريات الأخرى التي يتم إنتاجها فقط بعد وفاة الكائن الحي.
تتشكل الآثار بواسطة كائنات حية تؤدي وظائف حياتها اليومية مثل المشي أو الزحف أو الحفر أو التغذية. تعتبر آثار أقدام رباعيات الأطراف ومسارات الدود والجحور التي صنعها المحار الملزمي ومفصليات الأرجل كلها حفريات أثرية.
ولعل أكثر مستحاثات الآثار أهمية هي آثار أقدام ضخمة ثلاثية الأصابع خلفتها الديناصورات والأركوصورات. تعطي هذه البصمات العلماء أدلة حول كيفية عيش هذه الحيوانات. وعلى الرغم من أنه يمكن إعادة تشكيل الهياكل العظمية للديناصورات إلا أنَّ آثار أقدامها المتحجرة يمكنها تحديد كيف وقفوا وساروا بدقة. يمكن أن تخبرنا مثل هذه المسارات بالكثير عن مشية الحيوان الذي خلفها، وماهيّة خطواته، وما إذا كانت الأطراف الأمامية قد لمست الأرض أم لا.
ومع ذلك فإن معظم مستحاثات الآثار قليلة الوضوح، مثل المسارات التي صنعتها الديدان الحلقية أو الديدان الاسطوانية. تعتبر بعض هذه المستحاثات السجل الأحفوري الوحيد لدينا من هذه المخلوقات ذات الجسد الضعيف.

### البيئة القديمة
يصعب نسب مستحاثات آثار الأقدام التي تصنعها الفقاريات رباعية الأرجل لنوع معين من الحيوانات، لكنها يمكن أن توفر معلومات قيمة مثل سرعة ووزن وسلوك الكائن الحي الذي صنعها. تتشكل هذه المستحاثات عندما تسير البرمائيات والزواحف والثدييات والطيور على طين أو رمل ناعم (ربما يكون رطبًا) والذي يتصلب فيما بعد بدرجة كافية ليحفظ الآثار قبل ترسب الطبقة التالية من الرواسب. يمكن لبعض المستحاثات أن تقدم تفاصيل حول كيفية تبلل الرمال عند إنتاجها، وبالتالي تسمح بتقدير اتجاهات الرياح القديمة.
يمكن أن تنشأ مستحاثات الآثار في أعماق مائية معينة ويمكن أيضًا أن تعكس نسبة المواد غير المنحلة في عمود الماء.

### العلاقة بين الطبقات
يمكن استخدام بعض مستحاثات الآثار كمؤشرات أحفوريه من أجل تأريخ الصخور التي توجد فيها، مثل بعض الجحور الذي حدثت فقط في طبقة تعود للعصر الثلاثي ضمن مناطق واسعة في جنوب ألمانيا.
تملك مستحاثات الآثار فائدة إضافية حيث يظهر الكثير منها قبل أن يقوم الكائن بالتعديل عليها، مما يوسع مداها الطبقي.

## التفضيل المسبق
توجد معظم مستحاثات الآثار في الرواسب البحرية. يوجد في الأساس نوعان من الآثار: الخارجية والتي توجد على سطح الرواسب (مثل المسارات) أو تلك داخلية المنشأ والتي توجد داخل طبقات الرواسب (مثل الجحور).
تعتبر فرصة تحجر المسارات السطحية فوق الرواسب في البيئات البحرية الضحلة قليلة جدًا لأنها تتعرض للموجات وحركة التيارات المائية. تعتبر الظروف في البيئات الهادئة ذات المياه العميقة أكثر ملاءمة لحفظ هياكل الآثار بشكل دقيق.
عادة ما يتم التعرف بسهولة على معظم مستحاثات الآثار بمقارنتها مع ظواهر مشابهة في البيئات الحديثة. ومع ذلك لم تُدرس الهياكل التي تصنعها الكائنات الحية الحديثة في الرواسب إلا ضمن مجموعة محدودة من البيئات معظمها في المناطق الساحلية بما في ذلك السهول الطينية الناتجة عن المد والجزر.

## التطور
يعود تاريخ أقدم مستحاثات الآثار الكبيرة (التي لا تشمل الآثار الجرثومية مثل الستروماتوليت) إلى ما بين 2000 و 1800 مليون سنة. ويعتبر هذا التاريخ مبكرًا جدًا نسبة لكونها ذات أصل حيواني، ويعتقد أنهم تشكلوا بواسطة الأميبيا. إن الجحور التي يعود تاريخها إلى 1100 مليون عام ربما تكون قد صنعت من قبل الحيوانات التي تتغذى على الجانب السفلي من الحصائر الميكروبية، والتي تحميهم من مياه المحيط غير المناسبة كيميائياً.
يرجع أول دليل مقبول على نطاق واسع لحفر جحر إلى العصر الإدياكاري منذ نحو 560 مليون سنة. كانت الآثار والجحور خلال هذه الفترة بشكل أفقي على قاع البحر أو أسفله مباشرة. يجب أن تكون هذه الآثار قد صنعت بواسطة كائنات متحركة ذات رؤوس والتي من المحتمل أن تكون حيوانات ثنائيات التناظر. تشير الآثار إلى نمط سلوك بسيط، وإلى أن الكائنات الحية تغذت على السطح واختبأت من الحيوانات المفترسة. وعلى عكس الرأي السائد بأن جحور الحيوانات في العصر الإدياكاري أفقية فقط فإن الجحور الشاقولية منتشرة أيضًا. لم تحدد هوية أصحاب الجحور الشاقولية التي تعود للعصر الإدياكاري في روسيا منذ 555.3 مليون عام، قد تكون مغذيات الترشيح التي تتغذى عن طريق تصفية المحتويات العالقة في المياه. تصل كثافة هذه الجحور إلى 245 جحر في كل ديسيمتر مربع. عثر على بعض مستحاثات الآثار من العصر الإدياكاري موجودة مع مستحاثات جسدية. غالبًا ما يتم العثور على مستحاثات اليورجيا والديكينسونيا في نهاية مستحاثات لآثار مسارات طويلة تطابق شكلها. كانت تحصل على الغذاء بطريقة ميكانيكية حيث من المفترض أن الجانب البطني من الجسم لهذه الكائنات مغطى بأهداب. ترتبط آثار الكمبرلا (يحتمل انها من الرخويات) بعلامات خدش ربما تكون قد تشكلت بواسطة المبرد، تشير بعض الآثار الأخرى والتي تعود إلى 555 مليون عام مضت إلى نشاط كبير من الزحف أو الحفر.
ظهرت أشكال جديدة من مستحاثات الآثار مع بداية العصر الكامبري، بما في ذلك الجحور الشاقولية مثل الديبلوكراتيريون والآثار التي تنسب عادةً إلى مفصليات الأرجل. يمثل ذلك (توسيع الأنماط السلوكية) سواء من حيث الوفرة أو التعقيد.
تعتبر المستحاثات الأثرية مصدرًا مهمًا للبيانات من هذه الفترة لأنها تمثل مصدرًا غير مرتبط بشكل مباشر بوجود أجساد الكائنات المتحجرة، والتي تعد نادرة خلال العصر الكامبري. في حين يعتبر تحديد نوع الكائنات التي صنعت مستحاثات الآثار أمرًا صعبًا، يشير سجل المستحاثات الأثرية إلى أن الكائنات الحية المتناظرة كبيرة الحجم التي تعيش على قاع المحيط تنوعت بسرعة خلال أوائل العصر الكامبري.
وحدث التنوع بسرعة أقل منذ ذلك الحين، وتم تصنيف العديد من الآثار بشكل مستقل تبعًا لمجموعات مختلفة من الكائنات الحية.
تقدم مستحاثات الآثار أيضًا أول دليل على الحياة الحيوانية على الأرض. يعود تاريخ أقدم آثار مفصليات أرجل إلى العصر الكامبري -الأوردوفيشي، وتسمح المسارات المرسومة على الحجر الرملي من العصر الأوردوفيشي بتحديد سلوك هذه الكائنات. قد تمثل مستحاثات الآثار المبهمة (كلايماتيكنايتس) أثرًا أرضيًا سابقًا صنع بواسطة كائن يشبه الصفيحة.

## بعض مستحاثات الآثار البارزة
الآثار التي خلفتها اللافقاريات مثل العقرب البحري العملاق أو عريضات الأجنحة من حقبة الحياة القديمة. أنتجت هذه الانواع من مفصليات الأرجل البحرية مسار مذهل محفوظ في اسكتلندا.
أنتجت عملية الحت الحيوي عبر الزمن سجلاً رائعا من التجاويف والخدوش والآثار على أسطح صلبة. عادةً ما تُصنف مستحاثات الآثار هذه إلى أجزاء كبيرة وصغيرة. تتأثر شدة التنوع البيولوجي وتنوعه بعاملان: الأول يسمى ثورة الحت الحيوي في العصر الأوردوفيشي والآخر كان في العصر الجوراسي.
يعود تاريخ أقدم أنواع ذيل وقدم رباعيات الأطراف إلى العصر الديفوني الأخير. تم العثور على هذه التمثيلات الفقارية في أيرلندا واسكتلندا وبنسلفانيا وأستراليا.
توجد حفريات آثار اقدام بشرية مهمة مثل آثار لايتولي في تنزانيا، ممثلة من خلال رماد بركاني منذ 3.7 مليون سنة، ربما تعود لجنس أسترالوبيثكس الأول.

## الالتباس مع الأنواع الأخرى من المستحاثات
مستحاثة استيرياسيتس لأثر نجم البحر في ديفون في شمال شرق ولاية أوهايو. يبدو في البداية أنه قالب خارجي للجسم، لكن الرواسب المتراكمة توضح أنه جحر.
إنَّ مستحاثات الآثار لا تمثل قوالب الجسم. على سبيل المثال: تشمل الحيويات الإدياكارية كتل الكائنات الحية في الرواسب. وبالمثل فإن بصمة القدم ليست نسخة طبق الأصل عن القدم، تملك آثار نجم البحر في وضع الراحة تفاصيل مختلفة أكبر من مجرد وجود نجم البحر.
أخطأ علماء الكائنات الحية القديمة في التعرف على مجموعة واسعة من الهياكل التي عثروا عليها على سطح الصخور الرسوبية مثل الفوقسيات (نوع من الطحالب البنية أو الأعشاب البحرية). ومع ذلك تم خلال العقود الأولى من دراسة علم الآثار تصنيف بعض المستحاثات كآثار حيوانية وجحور.
أوضحت الدراسات التي أجراها ألفريد ناثورست وجوزيف جيمس في الثمانينات من القرن الماضي والتي قارنت بين الفوقسيات والآثار الحديثة أن معظم العينات التي تم تحديدها على أنها فوقسيات كانت مسارات سير حيوانات وجحور. حيث تعتبر مستحاثات الفوقسيات نادرة جدًا.

## صور توضيحية

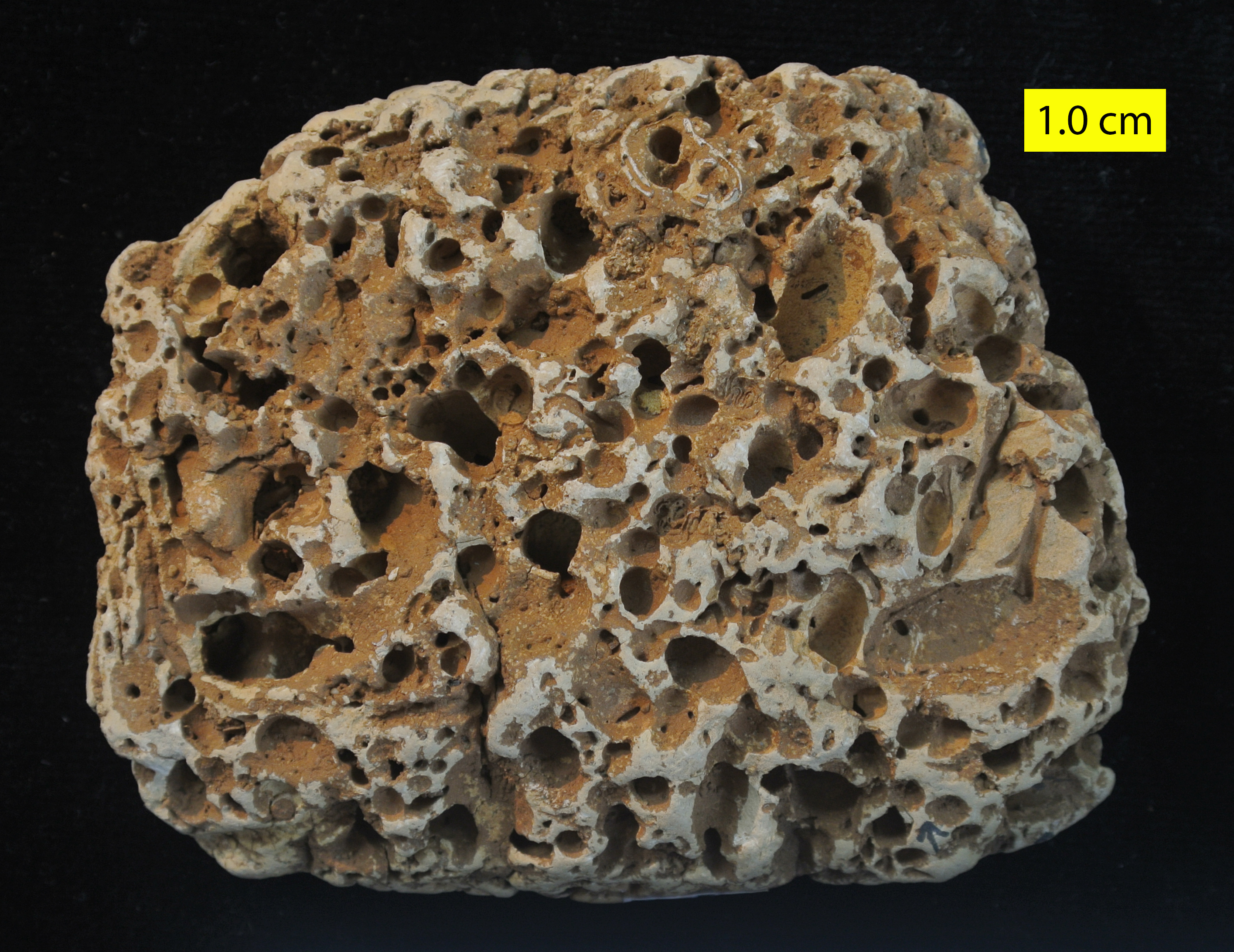
ثقوب متعددة حفرتها أحياء في طبقة حجر جيري Faringdon, England; see Wilson (1986).
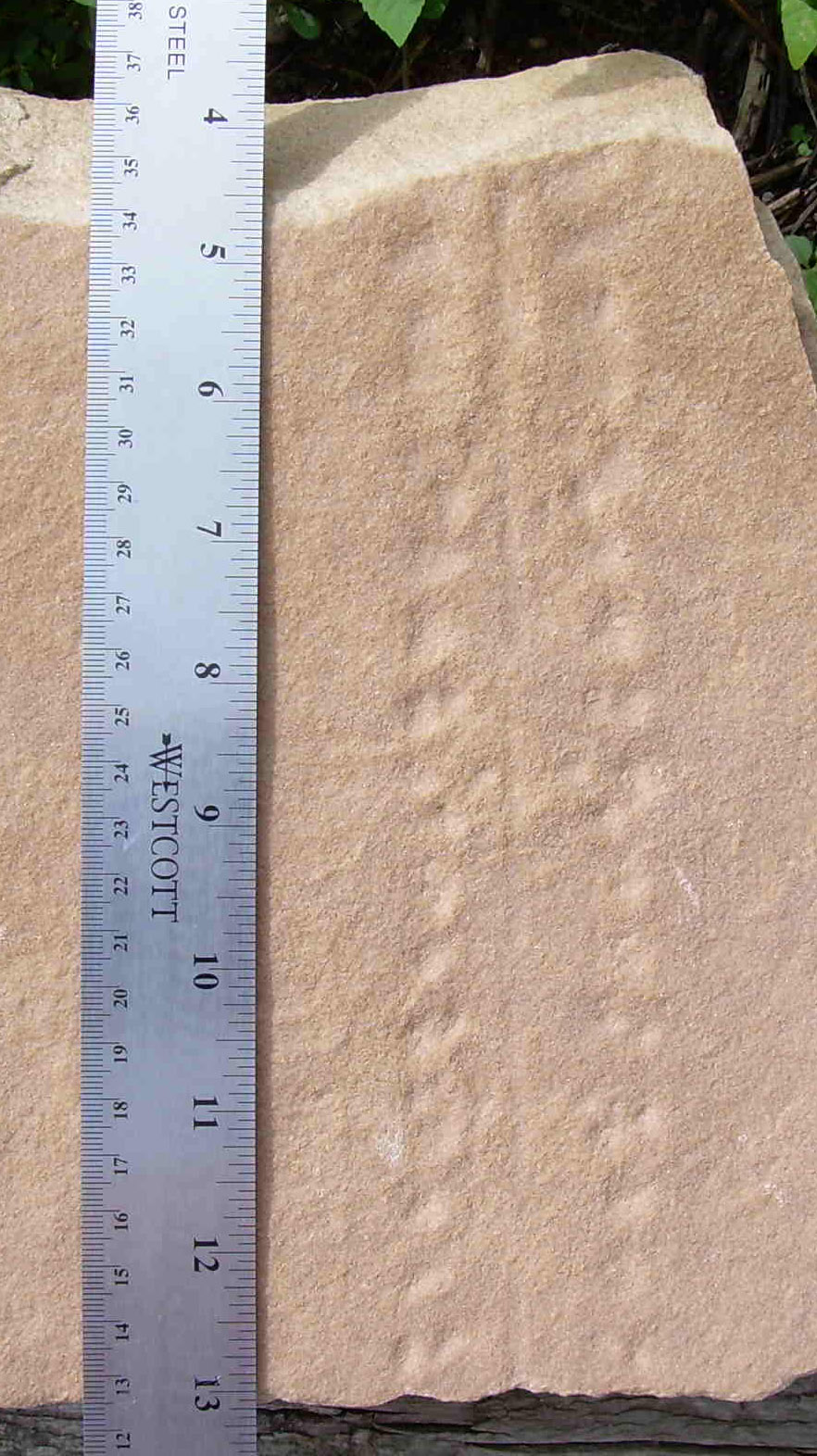
آثار مشي Protichnites من العصر الكمبري ، وجدت في تلال بلاكبري.
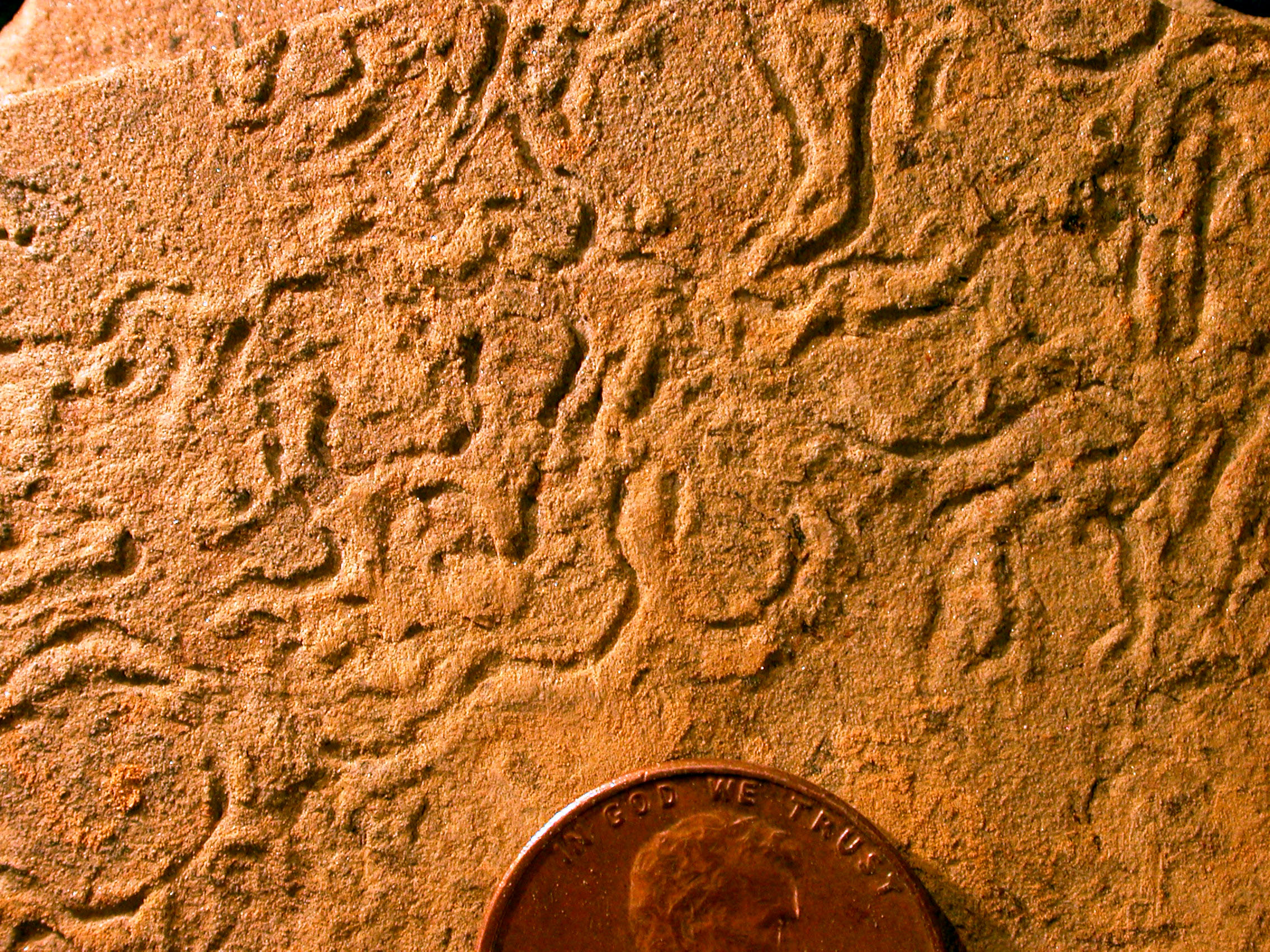
Helminthopsis ichnosp.; a trace fossil from the Logan Formation (Lower Carboniferous) of ووستير (أوهايو).
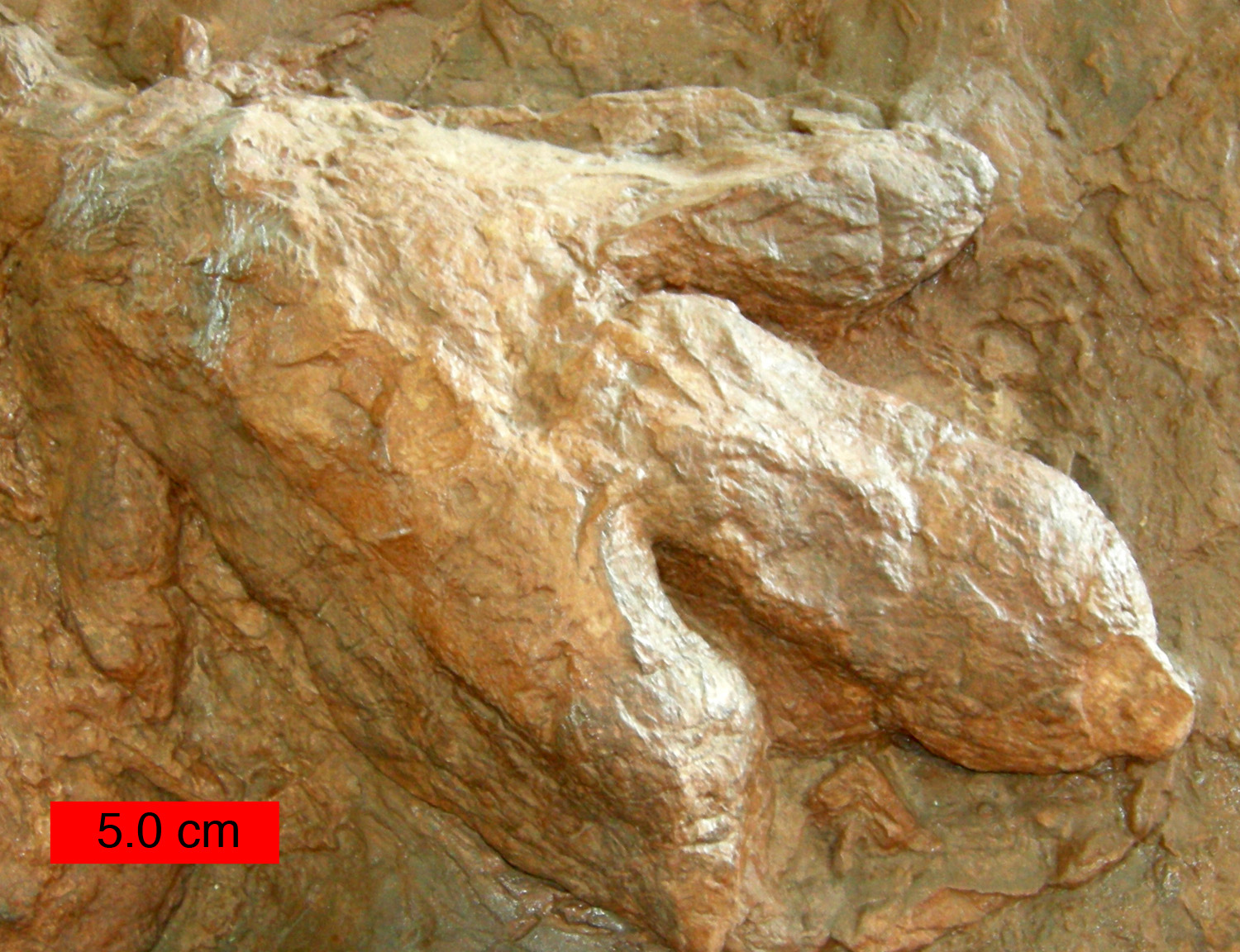
طبع قدم ديناصور من العصر الجوراسي المبكر.
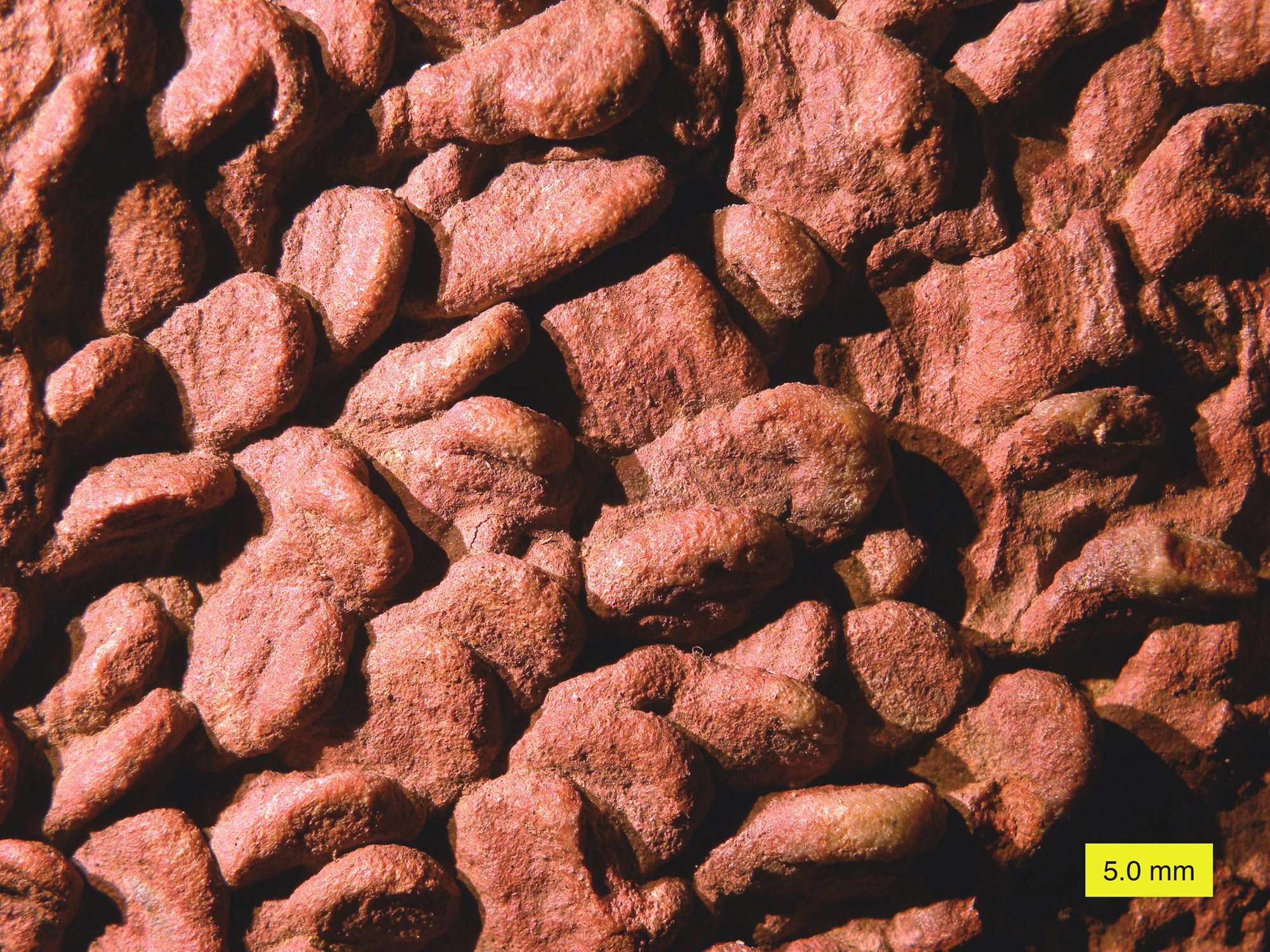
Lockeia from the Dakota Formation (Upper Cretaceous).
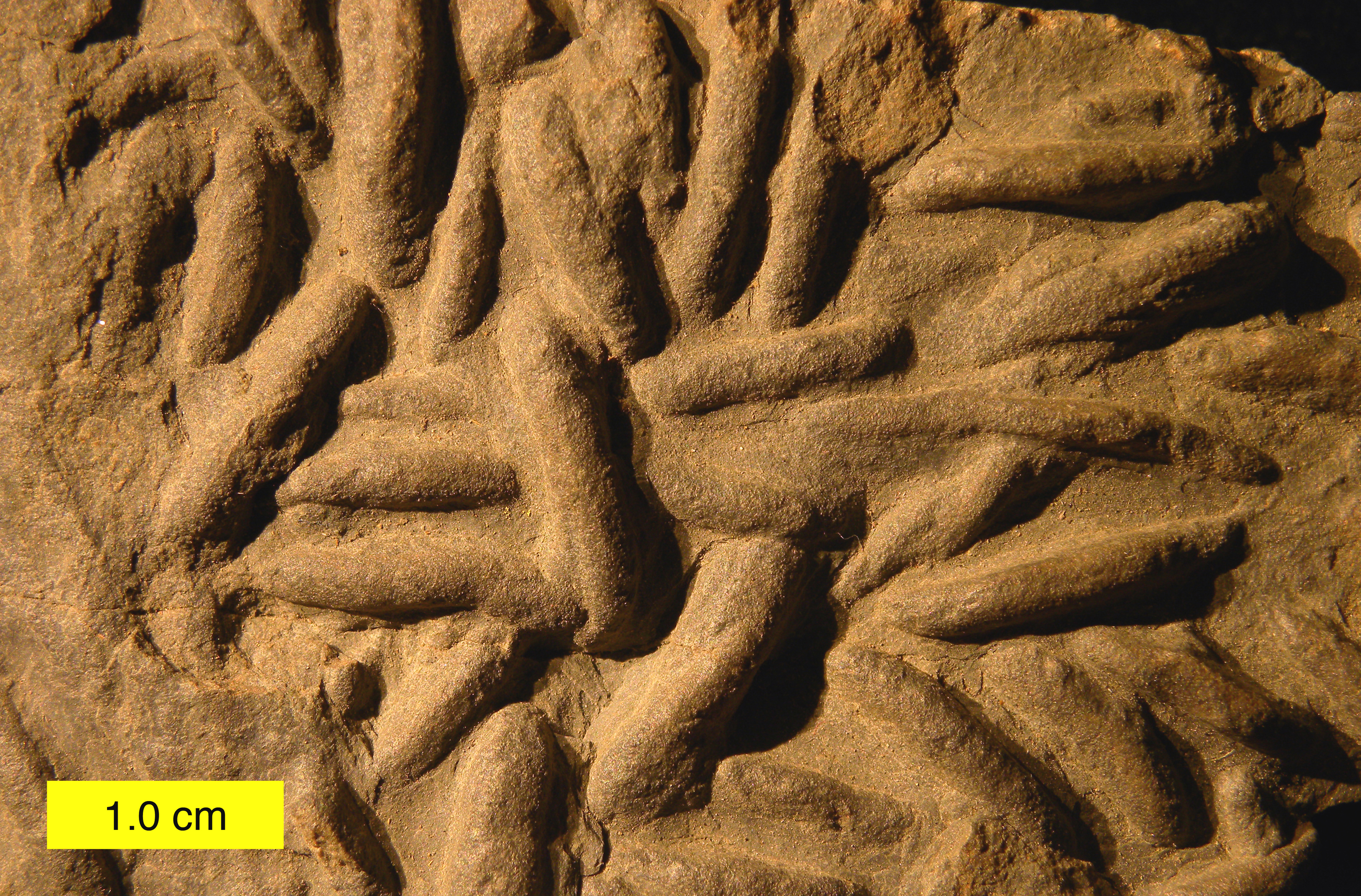
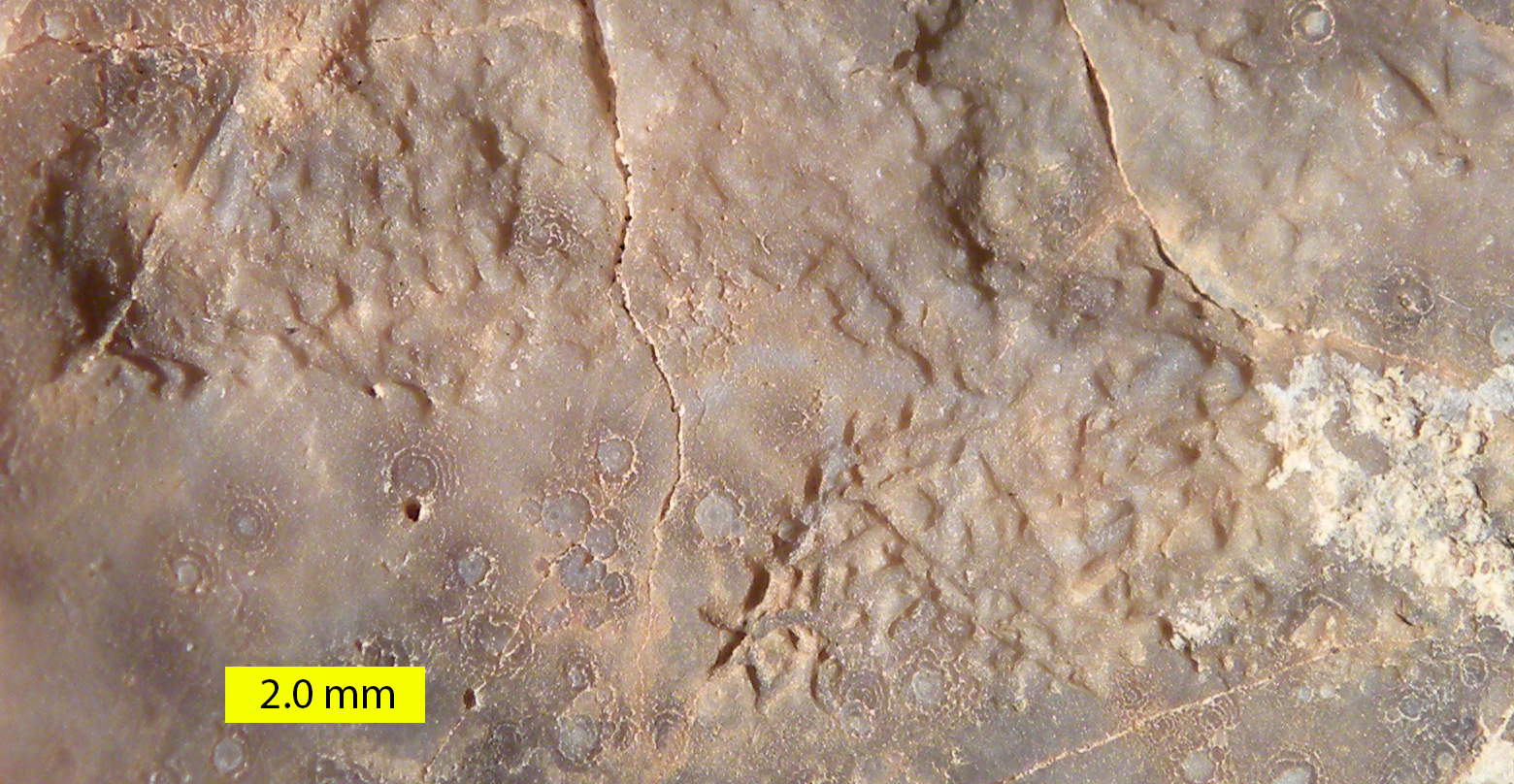
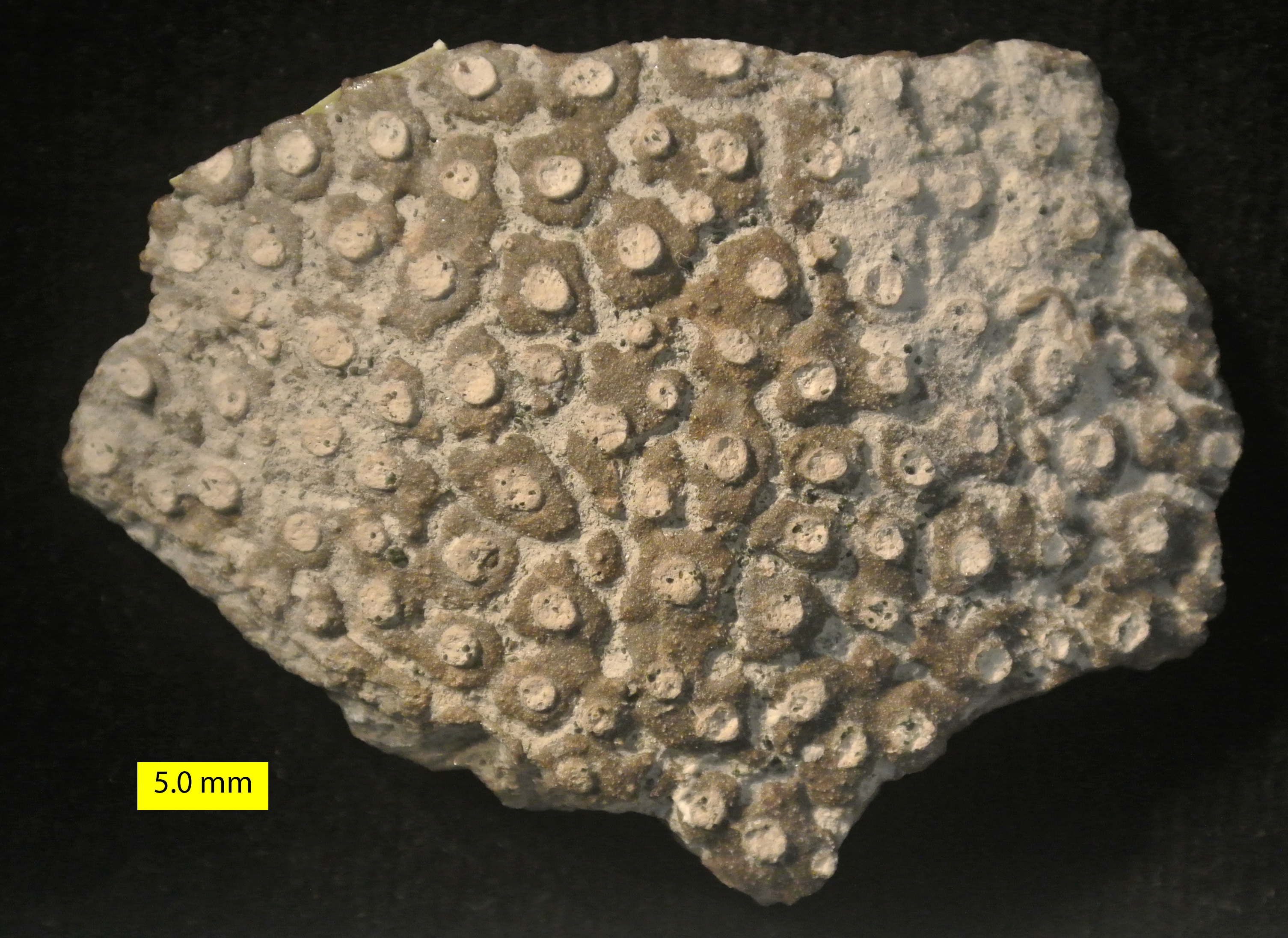
أثار من العصر الطباشيري